# Bone-Gletscher
Der Bone-Gletscher ist ein rund 17 km langer und 2,5 km breiter Gletscher an der Black-Küste des Palmerlands auf der Antarktischen Halbinsel. Er fließt von den Wilson Mountains in nördlicher Richtung zum Hilton Inlet.
Das UK Antarctic Place-Names Committee benannte ihn 2020 nach dem britischen Biologen Douglas Bone (* 1945), der als Wissenschaftler des British Antarctic Survey 1967 und 1968 auf Signy Island tätig war und bis zu seiner Pensionierung 2005 zum wissenschaftlichen Ausschuss für den Einsatz des Forschungsschiffs RRS James Clark Ross gehörte.